# 秦晋交兵
秦晋交兵發生於前645年—前559年，秦國与晋国的一系列戰爭。
秦国和晋国本来是姻亲国家，被称之为秦晋之好。秦穆公时，秦国向河东、河南地区扩张称霸，与中原霸主晋国发生冲突。晋献公死后，晋国内乱，秦国开始干涉晋国的君位继承。从晋惠公开始，晋国就和秦国有战争发生。秦穆公协助晋文公即位，晋文公称霸中原。两国矛盾在晋文公去世后总爆发。从崤之战开始，双方由和平转入战争状态。春秋中期，在晋楚争霸的格局下，秦国联盟楚国，对抗晋国。在弭兵之会之后，秦晋冲突才停歇，直到公元前4世纪，秦献公、秦孝公时，秦国重新与三晋国家爆发战争冲突。

## 过程

### 韩原之战
1
秦国发兵帮助晋惠公返国为君，约定割让黄河以西之地，晋惠公即位后背约。前647年，晋国发生饥荒，秦国赠予晋国大批粮食。前646年，秦国灾荒，向晋国求粮，却被拒绝。前645年秋，秦穆公率军攻晋国，在韩原之战俘虏晋惠公。和议后，晋国割让其河西之地给秦国，秦国释放晋惠公归晋。

### 重耳夺位
2
公子圉在秦国做人质。前637年，晋惠公去世前，公子圉担心不能继位，逃回晋国，并在父亲死后登上国君之位为晋怀公。前636年，秦穆公派兵护送重耳回晋国。秦军东渡黄河，晋国西南部的令狐、桑泉、臼衰三邑归降重耳。晋怀公发兵驻军庐柳。庐柳晋军倒戈，重耳率秦军经曲沃进入晋都翼城继位，为晋文公。晋怀公逃到高梁邑，被文公派人杀死。

### 殽之戰
3
晋文公时，晋国、秦国联合伐鄀（前635年），城濮之战大败楚国（前632年），一起围攻郑国（前630年）。但是晋国称霸中原和秦国的东进计划矛盾日益尖锐。晋文公去世后，秦穆公计划大军伐郑，拿下郑国。前627年春，孟明视、西乞术、白乙丙率领秦军东进，因为商人弦高探知情况汇报给了郑国，秦国突袭计划失败，只好灭掉途中的滑国而撤军。四月，秦军撤军经过殽山（今河南三门峡市陕州区东），遭遇先轸率领的晋军，秦军大败，孟明视等主将被俘。

### 彭衙之戰
4
因为晋文公的夫人文嬴是秦穆公的女儿，在她的影响下，晋襄公释放了孟明视等人。前625年二月，孟明视要求秦穆公发兵去报殽山之仇。秦穆公再派孟明视、西乞术、白乙丙率领四百辆兵车去攻打晋国。晋襄公派先轸之子先且居率军抵御。彭衙之战，秦军再败。

### 四国攻秦
5
同年冬，为报复彭衙之战，遏制秦国东进，晋襄公命先且居率军联合宋国、陈国、郑国联军攻打秦国，相继攻克秦国汪邑（今陕西澄城县西）及彭衙（今陕西白水县东北）后撤兵。

### 王官之戰
6
前624年夏，孟明视请秦穆公亲征晋国。秦军东渡黄河。孟明视渡河后烧船，以表决心。秦军击败晋军，夺得王官（今山西闻喜县西）和郊。秦军回到殽山战场，埋葬并祭祀秦军将士尸骨，班师回秦。

### 刓新城之战
7
前623年秋，晋襄公伐秦，围攻刓、新城（今陕西澄城县附近），以报复王官之役。

### 令狐之战
8
前620年，晋襄公病逝。太子夷皋年幼，晋卿赵盾命大夫先蔑、士会赴秦国迎立在秦为质的襄公庶弟公子雍。在晋襄公夫人穆嬴下请求，赵盾等改变初衷，拥立夷皋为晋灵公。秦康公这时已经派兵护送公子雍返回晋国。赵盾率军拦截，在令狐（今山西临猗县西南）对突袭秦军，秦军大败而归。

### 武城之战
9
前619年夏，秦国为了报复令狐之役，率军伐晋，攻取晋国西南边城武城（今陕西华阴市华州区东北）。

### 少梁之战
10
前617年春，晋国伐秦国，攻取攻取秦国东北边城少梁（今陕西韩城县西）。夏，秦康公伐晋，攻取晋国西南边城北征（今陕西澄城县西南）。

### 河曲之战
11
前615年冬，秦康公亲率大军渡黄河攻晋，攻下晋国西南边城羁马（今山西省永济市西南）。赵盾率军迎敌，在河曲对峙，晋国上军佐臾骈建议晋军加强营垒，以逸待劳，被赵盾采纳。流亡秦国的晋臣士会建议秦康公，发兵攻打晋国上军。晋国赵穿不顾禁令，出击秦军。赵盾于是命令全军出击。双方缺乏决战的准备，刚刚接触就各自后撤。当夜，臾骈建议立即发起攻击，被赵穿阻止。秦军连夜退走，晋军也后撤。不久，秦军南渡黄河，攻下了晋国的瑕邑（今河南省灵宝市西北）。次年春，晋国夺回了瑕，并派詹嘉率军驻守，扼守住秦国向东进攻的咽喉之地桃林塞（今河南省阌乡县西）。

### 晋攻崇之战
12
晋国想要和秦国和议，赵穿说：“我国攻打崇国，秦国救崇国，我们就可以通过这个机会与秦国讲和了。”前608年冬，赵穿率军侵崇，秦国并没有和晋国接触和议。前607年二月，秦国为了报复晋攻崇，发兵攻打晋国，围攻焦城。

### 白狄晋联合攻秦
13
前601年春，白狄与晋国和解。夏，白狄与晋国会军伐秦。晋人抓获秦国间谍，在绛市杀了他，六日后却苏醒了。

### 辅氏之战
14
前597年，邲之战后，楚庄王击败晋国，夺得中原霸权。前594年秋七月，秦桓公派兵攻打晋国，进军至辅氏（今陕西省大荔县）。晋景公派荀林父出兵攻打赤狄建立的潞国，回军行至雒水时，魏颗与秦国杜回于辅氏交战，杜回被俘，晋军获胜。

### 秦联合白狄攻晋
15
前582年十一月，诸侯对晋国离心之时，秦国、白狄联军伐晋。前580年，秦国、晋国议和，计划在令狐相会。晋景公先到了，秦桓公不肯渡河，在王城派史颗去河东会见晋景公。晋国郤犨到河西会见秦桓公，秦桓公回国就背盟了。

### 麻隧之战
16
前579年夏，秦桓公与白狄相约，趁晋国与楚国在宋国会盟时，攻打晋国。同年秋天，晋军在交刚击败了白狄。前578年，晋厉公派吕相作《绝秦书》。晋厉公率军前往周王城，与齐灵公、宋共公、卫定公、鲁成公、郑成公、曹宣公、邾定公、滕文公八国国君所率军队会师，周简王派刘康公、成肃公率军助战。五月，晋秦在麻隧（今陕西省泾阳县北）展开作战，秦军大败。晋师及诸侯联军渡过泾河追击到侯丽（今陕西省礼泉县境内）后退兵。

### 栎之战
17
前562年冬，晋楚争夺郑国之时，秦国庶长鲍、庶长武率军伐晋救郑。庶长鲍先入晋地，士鲂抵御。庶长武自辅氏渡河，与庶长鲍联合伐晋。秦、晋栎之战，晋军战败，因为轻视秦国。前561年冬，楚国子囊、秦国庶长无地伐宋，军至扬梁，以报复晋国取郑。

### 棫林之战
18
前559年四月，晋国荀偃联合鲁国叔孙豹、卫国北宫括、郑国公孙虿、齐国、宋国、曹国、莒国、邾国、滕国、薛国、杞国、小邾国十二国联军伐秦，诸侯联军到达棫林（今陕西省华阴市华州区东）后撤军。棫林之战又称迁延之役。前549年，晋平公派韩起到秦国结盟，秦景公也派后子鍼到晋国结盟，但双方存在分歧，同意罢兵休战而未结盟。前547年，秦国再派后子鍼到晋国重新结盟。直到前467年，秦厉共公以晋国正在和齐国、郑国作战之时，派军渡过黄河，攻占晋国西南的魏城（今山西省芮城县北）。前456年，晋国也在秦国和绵诸作战之时，攻占秦国武城（今陕西省华阴市华州区东）。随后，晋国内战，三家灭知，之后秦国向东交兵的对手就是分割晋国的魏国（河西之战）。